# Саси
Саси или Саксонци су германско племе чија је прапостојбина била на подручју данашње северне Немачке. У касном Римском царству, име се користило као ознака за немачке обалске нападаче, а исто тако и као реч са значењем сличном оном које је касније имала реч „Викинг”. У меровишка времена, континентални Саси су били повезани са обалским регионом од кога је касније постала Нормандија. Иако се понекад напомиње да су водили борбе и у унутрашњости, долазећи у сукобе са Францима и Тиринзима, нема јасне дефиниције њихове постојбине. Могуће је да постоји само једна класична референца на омању домовину раног саксонског племена, али је она спорна. Према том предлогу, сматра се да је област коју су Саси најраније населили била Северна Албинџија. Ова општа област је близу вероватне домовине Англа.
Под притиском Франака Саси се шире са простора данашње Немачке према западној Европи између 3. и 5 века. Део Саса (у енглеском језику називани Saxons) што са Англима и Јитима из северне Немачке, Данске и Холандије прелазе на Британско острво у 5 и 6. веку, претопиће се у Енглезе. Њихово име данас се тамо очувало у називима Essex и Sussex.
Британски Саси, који се данас на енглеском називају англосаксонцима, постали су једна нација која је повезивала германске народе (Фризијце, Јуте, Англе) са романизованим староседеоцима, чиме су успостављене дуготрајне постримске краљевине еквивалентне онима које су формирали су Франци на континенту. Њихова најранија оружја и одећа јужно од Темзе били су засновани на касним римским војним модама, док су касније имигранти северно од Темзе показали снажнији северно немачки утицај. Термин „англосаксонски” је почео да се користи од 8. века (на пример у радовима Павла Ђакона) да би нагласила разлика између енглеских Саксонца и континенталних Саксонаца (који се у Англосаксонским аналима спомињу као Ealdseaxe, „стари Саси”), мада су исто тако обе групе, Саси Велике Британије и они из старе Саксоније (Северне Немачке) и даље неселективно називани „Сасима”, посебно у језицима Британије и Ирске.

## Вешти рудари
У Србији и Босни средином 13. века долази до развоја рударства — основног извора богатства средњовековне Србије — и то захваљујући немачким рударима који су донели развијену технологију рударске производње. Они се у српским изворима називају Саси, док се у дубровачким јављају под именом Алемани, Аламани, Теотоници, Тедеши. Распрострањено је мишљење да су дошли из Словачке и Трансилваније. Српски владари су их унајмљивали у већини старих рудника на подручју Србије и Босне.
Угарски краљ Геза II позвао је у своју земљу рударе Фламанце и Сасе, дао им велике привилегије и населио их у Спишкој жупанији и Трансилванији. А Андрија I је 1224. издао повељу Андреану, којом је потврдио самоуправне повластице Саса у јужној Трансилванији. Биле су одређене границе земље Саса и извршена је њихова подела на столице.
Један део Саса населио се и у Србију и Босну средином 13. века. Не зна се зашто су дошли овде. Тврдило се да је монголска најезда из 1241. могући разлог. Веровало се да их је он навео да побегну овде, али позив од стране српског краља Стефана Уроша I (1243—1276) да се населе у Србији може бити да је такође одиграо своју улогу. Константин Јиричек сматра да су Саси дошли из Спишке жупаније у Словачкој, а Никоара Белдичану (рум. Nicoara Beldiceanu) придодао је и Банску Штјавницу и Кремницу као могућа места. Први поуздани податак о Сасима датира из 23. августа 1254. Реч је о заклетви краља Уроша I дубровачком кнезу и општини, којом им дозвољава да слободно иду у Брсково. Саси се помињу и у Урошевој повељи манастиру Свете Богородице у Стону. Саси оснивају трг Брсково и настањују се у њему. Отворили су руднике, почели експлоатацију руде сребра и од краља имали одређену аутономију (свог кнеза, цркву и своје судије за међусобне спорове). Рударско-трговачко насеље, трг, за време свог највећег процвата је прерасло у мањи град, око 1280. године, да би по наводима Дубровчана из 1433. године, Брсково било напуштено. По Сасима се зову и неки крајеви код рудника Љубија код Приједора (Саски до, Саски поток, Сасина). На македонској планини Осогово такође постоји рудник „Сасе“. На то подручје су дошли на позив бугарског цара Ивана Шишмана. Саски рудници из 13. века се могу видети на терену Ђавоље вароши, недалеко од Куршумлије.
Најстарији слој Саса био је етнички чист, али већ у првој половини 14. века етноним „Сас“ који је првобитно био показатељ порекла прераста у лично име. Језик балканских рудара носи на себи видљиве трагове развојних фаза: исходиште у дијалекту Саса, развојну фазу (у контакту са домаћим становништвом) и преводну фазу (када је турска администрација преводила прописе рударских права). Многи технички термини су немачког порекла и исходиште имају у језику Саса.
- цех - окно
- орт - место на ком рудар ради
- шихта - смена
- шурф - истражни рударски коп
- фарнање - кретање у руднику
- хутман - представник рударске дружине а уједно и њен члан
- гварт - члан рударске дружине
- маршанин - међник

Краљ Милутин увео је мешовити суд за решавање спорова између својих дубровачких и саских поданика. Такав суд био је састављен од једнаког броја судија из оних редова група којима су парничари припадали. Овим је потврђено веома раширено схватање да за сваког појединца важи право оне заједнице којој исти припада. У међусобном сукобу Саса био је надлежан искључиво њихов суд.